# Cinara tanneri
Cinara tanneri är en insektsart som först beskrevs av Frank Hall Knowlton 1930.  Cinara tanneri ingår i släktet Cinara och familjen långrörsbladlöss. Inga underarter finns listade i Catalogue of Life.